# Plaridel (Bulacan)
Plaridel is een gemeente in de Filipijnse provincie Bulacan op het eiland Luzon. Bij de laatste census in 2007 had de gemeente bijna 100 duizend inwoners.

## Geografie

### Bestuurlijke indeling
Plaridel is onderverdeeld in de volgende 19 barangays:
| - Agnaya - Bagong Silang - Banga I - Banga II - Bintog - Bulihan - Culianin - Dampol - Lagundi - Lalangan | - Lumang Bayan - Parulan - Poblacion - Rueda - San Jose - Santa Ines - Santo Niño - Sipat - Tabang |

## Demografie
Plaridel had bij de census van 2007 een inwoneraantal van 99.817 mensen. Dit zijn 19.336 mensen (24,0%) meer dan bij de vorige census van 2000. De gemiddelde jaarlijkse groei komt daarmee uit op 3,01%, hetgeen hoger is dan het landelijk jaarlijks gemiddelde over deze periode (2,04%). Vergeleken met de census van 1995 is het aantal mensen met 33.462 (50,4%) toegenomen.

De bevolkingsdichtheid van Plaridel was ten tijde van de laatste census, met 99.817 inwoners op 32,44 km², 2045,5 mensen per km².